# Iuri Filosi
Iuri Filosi (Brescia, Llombardia, 17 de gener de 1992) és un ciclista italià, professional des del 2015. Actualment corre a l'equip Nippo-Vini Fantini.

## Palmarès
- 2013
  - 1r a la Milà-Rapallo
- 2014
  - 1r a la Piccola Sanremo
  - Vencedor de 2 etapes a la Volta al Bidasoa
- 2017
  - 1r al Gran Premi de Lugano

### Resultats al Giro d'Itàlia
- 2016. Fora de control (8a etapa)